# Картель Норте-дель-Вальє
Картель Норте-дель-Вальє (ісп. Cártel del Norte del Valle), або Картель Північної долини - колумбійський наркокартель, який діяв головним чином на півночі департаменту Вальє — дель — Каука, Колумбії .У другій половині 1990-х років, після того, як Картель Калі та Медельїнський картель припинили своє існування Картель Норте-дель-Вальє перетворився на одну з найвпливовіших організацій з продажу наркотиків. До подолання картелю в 2012 році спецслужбами США, ним керували брати Луїс Енріке та Хав'єр Антоніо Калле Серна, відомі під псевдонімом «Комба» (Los Comba).

## Історія
Припускають, що Картель Норте-дель-Вальє було утворено після домовленості із урядом Колумбії про капітуляцію, лідерів Картелю Калі братів Хілберто та Мігелем Родрігес Орехуела. Домовленість передбачала здачу лідерів Калійського картелю та їх організації в руки колумбійської системи правосуддя натомість їм будуть надані привілеї у вигляді ув'язнення в колумбійських в'язницях строками не більше п'яти років та обіцянка про не експропріацію їхніх основних активів. Зазначається, що вони організували зустріч зі своїми лейтенантами, основними підлеглими та молодшими партнерами в бізнесі, щоб повідомити їм, що рішення про угоду з урядом прийнято і необхідність негайно припинити всі незаконних справи. Ті члени, які відмовилися від цього раптового розпуску, зокрема Карлос Альберто Рентерія Мантілья, Хуан Карлос Ортіс Ескобар, Хуан Карлос Рамірес Абадьйа, Дієго Леон Монтойя Санчес та Орландо Енао Монтойя, утворили Картель Норте-дель-Вальє.  

## Діяльності
Відповідно до досьє ФБР на Дієго Монтойя, уряд США звинувачує його в участі у виробництві та розповсюдженні кількох тонн кокаїну в США. Він і його організація також звинувачується у співпраці з лівими та правими незаконними збройними формуваннями, віднесених урядом США до терористичних організації.
Відповідно до обвинувального акту уряду США відповідно до Закону Ріко (RICO), в період між 1990 і 2004 роками картель Норте-дель-Вальє експортував до Мексики понад 500 тонн кокаїну вартістю понад $10 мільярдів доларів з Колумбії, які врешті потрапили до США для перепродажу.
Обвинувачення щодо застосування картелем Норте-дель-Вальє насильства та жорстокості для досягнення своїх цілей, включає вбивства суперників, боржників та соратників, яких підозрювали в співпраці з силовиками.
У обвинувальному акті стверджується, що Норте-дель-Вальє користувався послугами Об'єднаних сил самооборони Колумбії (AUC), правої воєнізованої організації, визнаної терористичною, для захисту наркомаршрутів картелю, нарколабораторій, а також членів та партнерів картелю. AUC — одна з 37 іноземних терористичних організацій, визначених Державним департаментом США у 2004 році.
Лідери картелю Норте-дель-Вальє звинувачуються у підкупі та давання хабарів колумбійським правоохоронцям та колумбійським законотворцям, серед іншого, намагаючись заблокувати екстрадицію колумбійських наркоторвців до США. Згідно з обвинувальним висновком, члени картелю Норте-дель-Вальє влаштовували телефонні прослуховування конкурентів, та представників колумбійських та американських правоохоронних органів.

## Зміни в керівництві
Своїми начальниками картелі Норте-дель-Вальє свого часу входив Орландо Енао, який називався «загальна людина», Монтіге Франко «Монти», Дієго Леон Монтоя Санчес, ака «Дон Дієго», Вільбер Варела, ака «Jabón» («Мило») та Хуан Карлос Рамірес Абадія, ака «Чупета» («Льодяник»).   До його захоплення в кінці 2007 року Дієго Монтоя був частиною списку, який містив десять найпотрібніших втікачів ФБР .

## Наступники
Арешт Дієго Монтойя та вбивство Вілбера Варели ознаменували завершення цілого розділу у війні з наркотиками в Колумбії. Однак колумбійські та американські спецслужби визначили коло членів картелю, що залишились на волі та можуть поборотися за лідерство в організації. Уряд Колумбії видав ордери на арешт для всіх можливих спадкоємців наркоімперії, для недопущення організації та реструктуризації як організації Монтойя, так і організації Варели. За інформацію, що призведе до арешту кожного підозрюваного пропонується близько $250 000 доларів. Усі підозрювані мають запити на екстрадицію до США.  

### Лос Мачос (Організація Дієго Монтойя)
Лос Мачос — колумбійська воєнізована організація, що займається торгівлею наркотиками. Група була заснована як охоронна організація Монтойї. Оскар Варела Гарсія, псевдонім «Капачіво», вважається найбільш вірогідним кандидатом на посаду нового лідера організації. П'ятидесятичотирирічний Варела, разом з братами Робайо контролюють Лос Мачос. Оскар Варела розпочав свою кар'єру найманим вбивцею разом із Вілбером Варелою, працюючи на покійного наркобарона Орландо Енао Монтойя . Оскар Варела залишався друзями з Вілбером Варелою, поки він не став на бік Монтойї під час війни останнього з Вілбером Варелою. Ім'я Оскара Варели стало відомо після того, як він організував розправу в Джамунджі, де десять слідчих агентів були вбиті корумпованою військовою частиною. 5 липня 2008 року Варела був захоплений колумбійською владою на фермі в Пальмірі, Вальє-дель-Каука. Варела був схоплений рано вранці, поки він спав у нижній білизні зі своєю дівчиною.  
Хорхе Урдінола Переа, псевдонім «Ігуана» — 42-річний двоюрідний брат покійного наркобарона Івана Урдінола Грахалеса . Він керує багатьма власними нарколабораторіями в оплоті картелю Каньйоні Гаррапатас та в колумбійському штаті Чоко, а також теперішній керівник Лос Мачос. Якщо Урдінола візьме на себе контроль, його брат Хільберт Урдінола Періа, псевдонім «Дон „Н“» (Містер Н) також буде брати участь в керівництві організацією. 25 червня 2008 р. Хорхе Урдінола Переа був захоплений колумбійською владою в Зарзалі, Вальє-дель-Каука.  
Також можливим кандидатом став 39-річний Хільдардо Родрігес Геррера, псевдонім «El Señor de la Camisa» («Людина в сорочці»). Він розпочав свою кар'єру як партизанин лівих і, провівши десять років на боці Монтойї, навчився наркоторгівлі. Він також керував силами безпеки Монтойї Лос Мачоса . Після арешту Монтойї Хільдардо починав набирати сили, поки влада Колумбії не захопила його 16 травня 2008 року на фермі в колумбійському штаті Кундінамарка. Арешт став можливим за інформацією, яку надав інформатор, якому виплатили гроші за винагороду.  

### Лос-Растрохос (Організація Вілбера Варели)
Лос Растрохос — колумбійська воєнізована організація, що займається торгівлею наркотиками . Група була утворена ватажком Картелю Норте-дель-Вальє Вілбером Варелою, псевдонімом «Хабон» та одним із його найближчих поплічників, «Дієго Растрохо», близько 2004 року, коли Варела посварився з іншим ватажком картелю Дієго Леоном Монтойя, псевдонім " Дон Дієго " . Група стала незалежною після вбивства свого головного засновника у Венесуелі в 2008 році і з тих пір стала однією з найважливіших організацій торгівлі наркотиками в Колумбії.

### Рештки Картелю Норте-дель-Вальє (Організація Раміреса Абадія)
Після загадкового вбивства Лореано Рентерія у в'язниці та захоплення Хуана Карлоса Раміреса Абадії у Бразилії влада визнала Альдемара Рохаса Москера найбільш вірогідним спадкоємцем організації Раміреса.